# Dějiny Nigérie

Státní znak nigerijské federace

Dějiny Nigérie, tedy dějiny území současné Nigerijské federativní republiky, se dají vysledovat až k prehistorickým osadníkům žijícím v oblasti již v roce 1100 př. n. l. Po 9. století se začínají formovat první státy. Na severu dnešní Nigérie založil kmen Hausů, možná ještě před 9. stoletím, několik vzájemně propojených městských států. Vedle Hausů byly kulturně nejpokročilejším kmenem oblasti vždy Jorubové (jak jim říkali Hausové a tento pojem později přejali i Evropané). Ti žili především na jihozápadě Nigérie, kde uctívali svá božstva zvaná oriša. Jorubové vytvořili ve středověku řadu států, nejmocnějším z nich byla Říše Oyo, která existovala v západní Africe od 15. století až do roku 1896. Na jihovýchodě Nigérie tvořili dominantní etnikum Igbové. Jejich nejvýznamnějším státem bylo království Nri. To existovalo patrně od 10. století (někteří odborníci jeho vznik posouvají až do 13. století). Králové se zde nazývali Eze Nri. Vrcholného vlivu království dosáhlo v 16. století.
Ve 12. století se nejsilnějším státem oblasti stala Beninská říše, jejímž zakladatelem měl být kmen Edo. Na severozápad dnešní Nigérie zasahovala mocná Songhajská říše, která prožila svůj mocenský vrchol v 15. a 16. století, a která již velmi časně (asi v 11. století) přijala islám, jako jedna z prvních v oblasti (ve stejné době byly islamizovány i Hauské státy). Centrum říše bylo ovšem spíše v Mali. Severovýchodní cíp dnešní Nigérie zase ovládala říše Kanem, na níž později navázal říše Bornu. Toto kulturní centrum bylo od 11. století také muslimské. Dominantním etnikem byli Kanuriové, vládnoucí dynastie byla zřejmě původně arabská. Bornu bylo významné díky obchodu s otroky. V 19. století si získali obrovský vliv muslimští Fulbové. Násilnými vpády si získali území známé jako Sokotský sultanát. Zakladatelem říše byl Usman dan Fodio.
V roce 1903 sultanát ovládli Britové, nová rozhodující síla v oblasti. Lagos byl napaden britskými silami v roce 1851 a formálně anektován v roce 1861. Nigérie se v roce 1901 stala britským protektorátem. Kolonizace trvala do roku 1960, kdy se nezávislému hnutí podařilo získat Nigérii nezávislost. Nigérie se stala republikou v roce 1963, ale tři roky po svém vzniku byla ovládnuta vojenskou juntou. Po pogromu, jehož obětí se stalo přibližně 30 000 Igbů ve východních státech, vyhlásili příslušníci tohoto etnika v červenci roku 1967 nezávislý stát Biafra s hlavním městem Enugu. Následovala občanská válka, na jejímž konci zůstalo více než milion obětí v důsledku bojů a hladomoru způsobeného blokádou Biafry. Předáci povstaleckého hnutí kapitulovali a Biafra definitivně zanikla v lednu roku 1970. V roce 1975 došlo k dalšímu, v tomto případě nekrvavému, puči, který odstranil Yakubu Gowona z jeho pozice v čele vojenské vlády. Nahradil jej Murtala Ramat Mohammed, který slíbil návrat k civilní vládě. Padl však za oběť atentátu a na jeho místo byl dosazen generál Olusegun Obasanjo, pozdější civilní prezident země.
V roce 1977 vznikla nová ústava a o dva roky později byly uspořádány všeobecné volby, v nichž zvítězil Shehu Shagari. Již v roce 1983 se Nigérie vrátila k vojenské vládě po dalším ozbrojeném puči. Do roku 1993 pak zemi spravovala Vrchní vojenská rada. Posledním vojenským diktátorem byl mezi lety 1993 a 1998 generál Sani Abacha, který zemřel náhle v létě roku 1998, údajně na předávkování viagrou při jedné ze svých častých návštěv oblíbeného nočního klubu. Po smrti generála Abachy byly v zemi uspořádány svobodné a legitimní volby, prezidentem se na příštích osm let do roku 2007 stal Olusegun Obasanjo. Od 29. května 2007 tuto funkci vykonával Umaru Yar'Adua (muslim), viceprezidentem byl zvolen křesťan – Goodluck Jonathan. V květnu 2010 po souhlasu parlamentu nahradil Jonathan těžce nemocného Umaru Yar'Aduu ve funkci prezidenta. Nové prezidentské volby se uskutečnily 16. dubna 2011 a Jonathan v nich porazil svého hlavního rivala, muslima Muhammadu Buhariho, načež na muslimském severu země vypukly nepokoje. Ve volbách v březnu 2015 zvítězil kandidát Muhammadu Buhari, který získal zhruba o 2,5 miliónu hlasů více, než Goodluck Jonathan. Jonathan výsledek přijal, čímž eliminoval možnost nepokojů. Termín voleb byl posunut o šest týdnů z důvodu nepokojů na severu, způsobených hnutím Boko Haram, radikálním islamistickým hnutím, které způsobuje v oblasti stále větší problémy. Při útocích spáchaných teroristy z Boko Haram zahynulo více než 20 tisíc lidí.